# Confine tra Malaysia e Thailandia
Il confine tra la Malaysia e la Thailandia si estende per 595 km attraverso la penisola malese e i confini marittimi nello stretto di Malacca, nel Golfo di Thailandia e nel Mar Cinese Meridionale. Il fiume Golok costituisce il tratto più orientale di 95 km del confine terrestre.
Il confine si basa sul trattato del 1909 tra la Thailandia, allora noto come Siam, e gli inglesi che iniziarono a esercitare la loro influenza sugli stati malesi settentrionali di Kedah, Kelantan, Perlis, Perak e Terengganu all'inizio del XX secolo. I quattro stati che furono in precedenza sotto il controllo siamese sono (da ovest a est) Perlis, Kedah, Terengganu e Kelantan. Le quattro province thailandesi che si affacciano sul confine sono (sempre da ovest a est) Satun, Songkhla, Yala e Narathiwat.
La Malesia e la Thailandia hanno un mare territoriale e accordi di confine della piattaforma continentale per lo stretto di Malacca, firmati rispettivamente nel 1979 e nel 1971. L'accordo del 1979 ha incluso anche l'Indonesia come firmatario in quanto si determinava anche il triplice confine comune della piattaforma continentale. L'accordo del 1979 ha anche stabilito il confine marittimo territoriale nel Golfo di Thailandia, mentre un memorandum d'intesa separato e firmato nel 1979 ha stabilito un breve confine della piattaforma continentale nell'area. Il confine, oltre quello concordato, è oggetto di disputa a causa della sovrapposizione di rivendicazioni sul fondo del mare che hanno portato alla creazione di un'area comune di sviluppo nel 1990 in cui entrambi i paesi hanno deciso di condividere le risorse minerarie in un'area a forma di cuneo di 7250 km². 

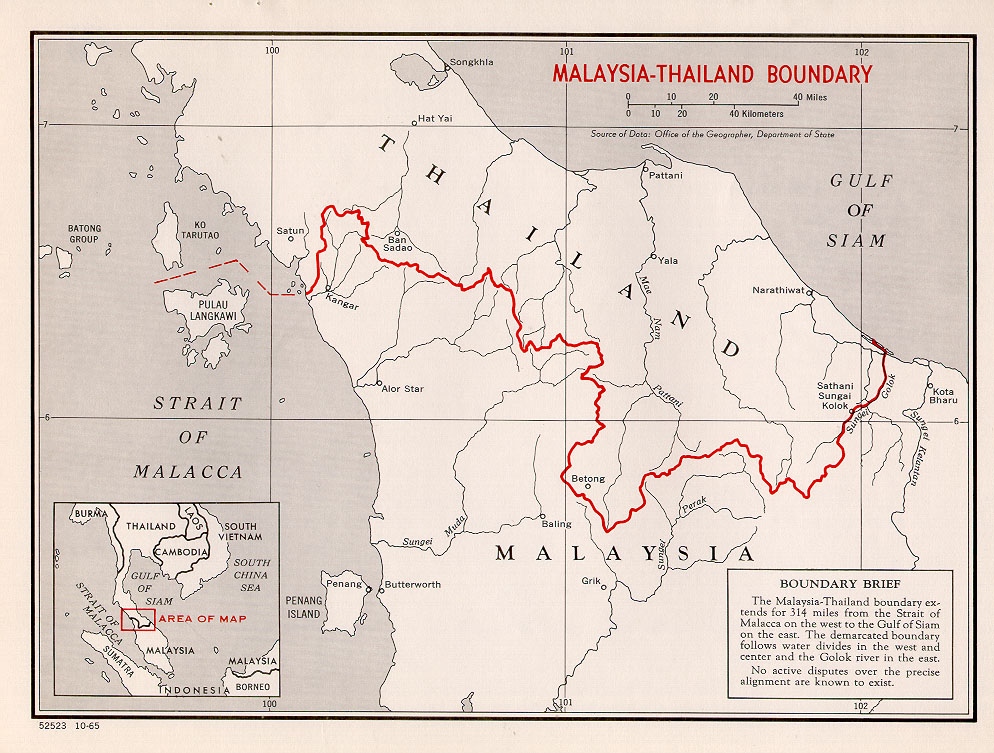
Mappa del confine tra Malaysia e Thailandia

## Descrizione

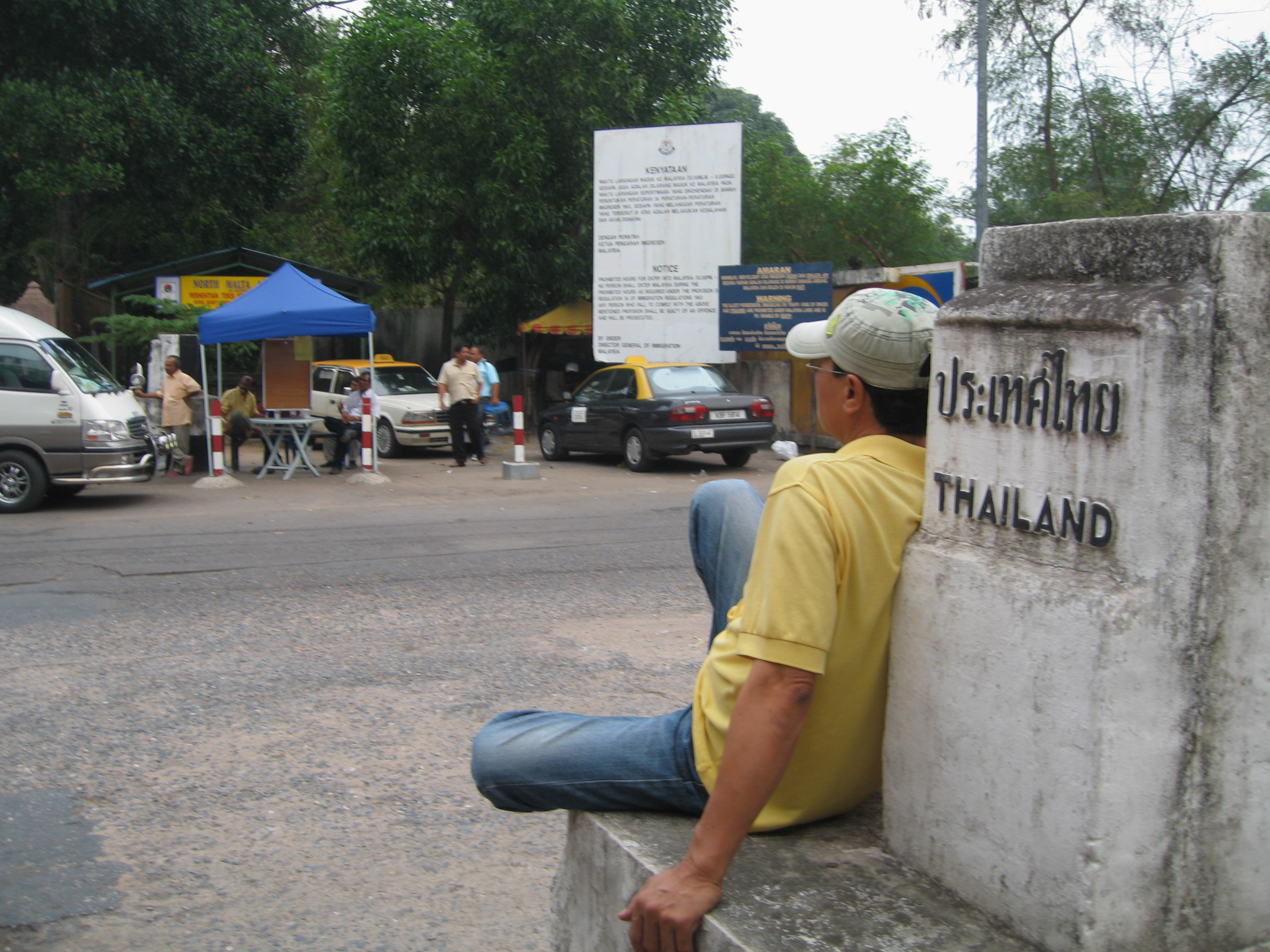
Una pietra di confine tra Malaysia e Thailandia al valico di frontiera Bukit Kayu Hitam-Danok.

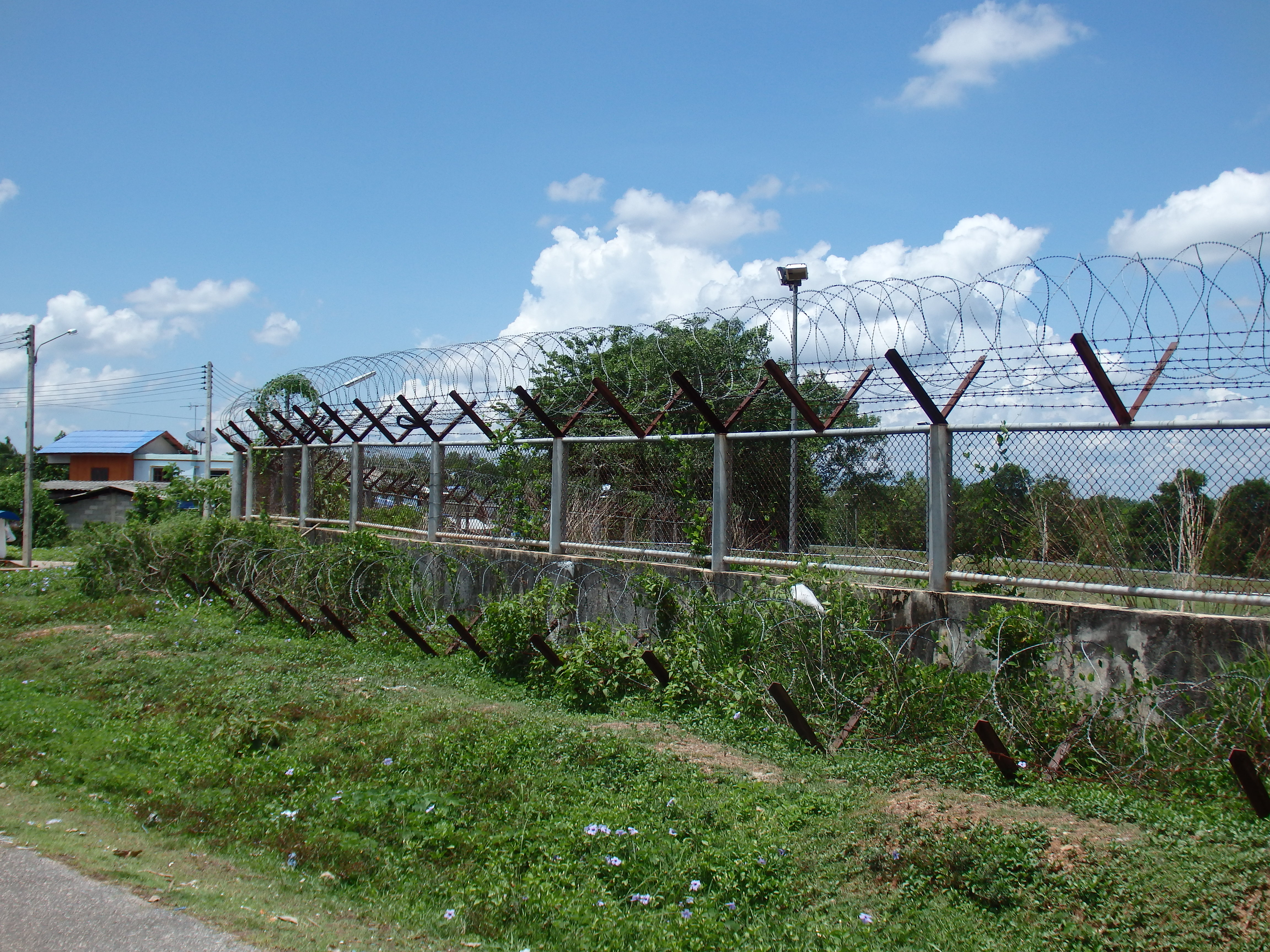
Muro di confine malese vicino a Padang Besar, Malaysia

Il confine terrestre di 658 km tra Malesia e Thailandia è costituito da una sezione di 552 km su terra che corre lungo lo spartiacque di diverse catene montuose nella Malesia peninsulare settentrionale e nella Thailandia meridionale, e 106 km che corrono lungo il thalweg del fiume Golok (in malese, Sungai Golok).
Da ovest a est, il confine inizia in un punto che si trova appena a nord dell'estuario del fiume Perlis come definito nel trattato anglo-siamese del 1909, dove il capolinea del confine terrestre più occidentale doveva essere "il punto più verso il mare della sponda settentrionale dell'estuario del fiume Perlis".
Il trattato afferma quindi che il confine si sposta verso nord da questo punto alla catena montuosa Sayun, prima di dirigersi verso est lungo lo spartiacque del fiume Lam Yai della Thailandia e del fiume Perlis della Malesia, verso la cresta montuosa di Kedah-Singgora dove da lì si sposta verso sud fino a raggiungere lo spartiacque per i fiumi Perak e Pattani.
Il confine si sposta poi verso est attraverso la parte settentrionale della catena principale della penisola malese (malese: Banjaran Titiwangsa) lungo lo spartiacque del fiume Perak e del fiume Pergau (nel Kelantan) della Malesia da un lato, e i fiumi Pattani e Sai Buri della Thailandia dall'altro. Tra le vette situate lungo questa sezione del confine ci sono il Bukit Kobeh, che è il punto più meridionale della Thailandia, e l'Ulu Titi Basah.
A Bukit Jeli, 8,5 km di tratto di confine rimane conteso da entrambi i paesi (vedi sotto).
Da Bukit Jeli, il confine segue il fiume Golok fino alla foce del fiume a Kuala Tabar a una distanza di 95 km. Il confine segue la parte più profonda del fiume.

### Demarcazione
I lavori per rilevare e delimitare il confine del bacino idrografico iniziarono il 6 luglio 1973 e furono completati a eccezione della sezione contesa di 8,5 km, a Jeli Hill, il 26 settembre 1985. Per quanto riguarda la sezione del fiume Golok, i lavori di rilevamento del confine sono iniziati il 1º novembre 2000 e si sono conclusi il 30 settembre 2009.

### Barriera
Negli anni '70, sia la Malesia che la Thailandia costruirono un muro lungo il loro confine comune, principalmente a Perlis / Satun e Perlis / Songkhla, nonché in porzioni di confine a Kedah / Songkhla per frenare il contrabbando. I muri erano di cemento, acciaio e filo spinato, nonché costituiti in altri tratti da recinzioni di ferro. Quando i due paesi costruirono il muro sul proprio territorio, venne creata una striscia di "terra di nessuno" larga circa 10 metri che divenne un comodo rifugio per i contrabbandieri (non tutto il contrabbando era scoraggiato dal muro) e per i narcotrafficanti.
Nel 2001, i due paesi hanno deciso di costruire un solo muro lungo il confine che si sarebbe trovato appena all'interno del territorio thailandese. Il nuovo muro di confine è alto 2,5 m ed è composto da una metà inferiore in cemento e da una recinzione in acciaio nella metà superiore. Alla base il filo spinato corre lungo la lunghezza del muro. Il motivo addotto per la costruzione del muro era quello di frenare il contrabbando e l'invasione. Inoltre, anche le preoccupazioni per la sicurezza derivanti dall'insurrezione della Thailandia meridionale alla fine degli anni '90 e all'inizio degli anni 2000 sono state uno stimolo per la costruzione della barriera.

## Storia
Il confine tra la Thailandia (o Siam) e i sultanati della penisola malese (oggi la Malaysia peninsulare) è variato nel corso della storia a seconda dell'influenza che il regno ha avuto sui sultanati. La parte meridionale del Siam è sempre stata popolata dai malesi e dai tradizionali sultanati malesi di Kedah (di cui faceva parte Perlis), Kelantan, Pattani (che consistono nelle aree di Singgora, Yala, Ligor) e Terengganu che passarono sotto la sovranità siamese nel XIX secolo. Gli stati malesi immediatamente a sud, vale a dire Perak e Pahang, erano sultanati indipendenti fino a quando gli inglesi non iniziarono ad affermare la loro influenza alla fine del 1800. I confini tra gli stati erano in gran parte vaghi e non ben definiti.
Nel 1785, gli inglesi ottennero l'isola di Penang dal sultano di Kedah. Il canale tra l'isola e la terraferma della Malaysia peninsulare divenne il confine tra il territorio britannico e il territorio di Kedah, e quindi siamese.
Il 6 maggio 1869, il Regno Unito e il Siam firmarono un accordo noto come Trattato di Bangkok del 1869 in cui il Siam cedette al Regno Unito un pezzo di territorio della terraferma di fronte a Penang. Il territorio divenne noto come Provincia Wellesley (conosciuta oggi come Seberang Perai). Il trattato definì anche il confine tra il territorio britannico e siamese e questo confine rimane oggi la linea di confine tra Penang e Kedah, sebbene entrambi siano ora stati costituenti della Malesia.
Il 9 luglio 1909, il Regno Unito e il Siam firmarono un altro accordo a Bangkok, conosciuto come il Trattato anglo-siamese del 1909, e affermò la cessione degli stati di Kedah, Kelantan e Terengganu al Regno Unito mentre Pattani rimase nelle mani dei siamesi. Il trattato, in uno dei suoi quattro allegati, definiva il confine tra i territori britannico e siamese. Questo confine divenne il confine di oggi tra Malesia e Thailandia.
La Thailandia ha ripreso il controllo di Kedah, Kelantan e Terengganu durante la seconda guerra mondiale, quando i giapponesi li consegnarono al regno, spostando nuovamente il confine tra gli stati malesi e siamesi verso sud. Gli stati furono restituiti agli inglesi alla fine della guerra.

## Dispute

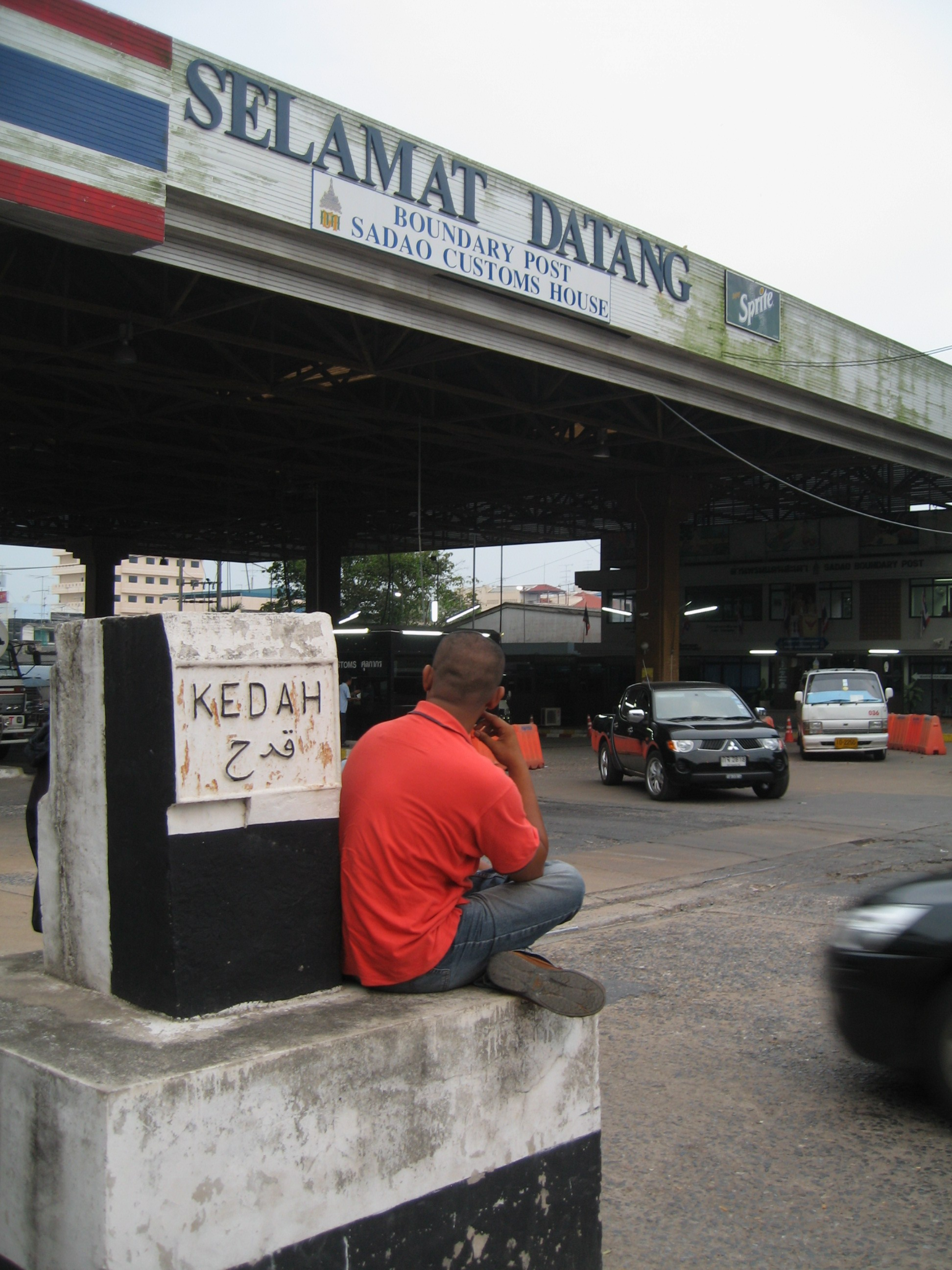
Il checkpoint di Sadao a Danok, appena oltre il confine tra Malaysia e Thailandia segnato di fronte dalla pietra di confine. Foto scattata dal lato malese (Kedah) del confine.

Ci sono due tratti del confine tra Malaysia e Thailandia che sono oggetto di controversia. Il primo coinvolge il confine terrestre nel Bukit Jeli (collina Jeli) alle sorgenti del fiume Golok e il secondo coinvolge il confine della piattaforma continentale nel Golfo di Thailandia. Nessuna delle due dispute ha portato a uno scontro tra i due paesi.

### Bukit Jeli
L'allineamento del tratto di 8.5 km di confine terrestre nell'area conosciuta come Bukit Jeli (collina Jeli) vicino alle sorgenti del fiume Golok è attualmente contestato da entrambi i paesi. Il territorio conteso risultante ha una superficie di 42 ettari e sono in corso i negoziati per risolvere la questione attraverso un sottocomitato misto per la cooperazione lungo il confine. La controversia è sorta negli anni '90, quando i lavori di demarcazione del confine terrestre erano quasi terminati. L'ex ministro degli Esteri della Malesia Syed Hamid Albar ha affermato che i problemi sono sorti perché erano cambiate le caratteristiche geografiche descritte nel protocollo di confine del trattato anglo-siamese del 1909.

## Valichi di frontiera

### Strade
| No | Malaysia                     | Malaysia                             | Malaysia          | Thailandia | Thailandia               | Thailandia        | Coordinate geografiche  |
| No | Strada                       | Posto di frontiera                   | Orari di apertura | Strada     | Posto di frontiera       | Orari di apertura | Coordinate geografiche  |
| -- | ---------------------------- | ------------------------------------ | ----------------- | ---------- | ------------------------ | ----------------- | ----------------------- |
| 1  | R15                          | Wang Kelian, Perlis                  | 0800-1900         | 4184       | Wang Prachan             | 0700-1800         | 6.696676°N 100.178753°E |
| 2  | 7                            | Padang Besar, Perlis                 | 06:00 - 2200      | 4054       | Pa-dang Besa             | 05:00 - 2100      | 6.664302°N 100.327331°E |
| 3  | 1                            | Bukit Kayu Hitam, Kedah              | 0600 - 0000       | 4          | Sadao (presso Ban Danok) | 05:00 - 23:00     | 6.519097°N 100.419145°E |
| 4  |                              | Kota Putra (Durian Burung), Kedah    | 0800-1800         |            | Ban Prakop               | 07:00 - 17:00     | 6.47037°N 100.708327°E  |
| 5  | 77                           | Bukit Berapit, Pengkalan Hulu, Perak | 0600 - 2100       | 4106       | Betong                   | 0500 - 2000       | 5.747638°N 101.028446°E |
| 6  | 480, (fuori dal percorso 4 ) | Bukit Bunga, Kelantan                | 0600-1900         | 4057       | Buketa                   | 0500-1800         | 5.839002°N 101.892465°E |
| 7  | 3                            | Rantau Panjang, Kelantan             | 0600 - 2200       | 4057       | Sungai Kolok             | 0500 - 2100       | 6.022571°N 101.974955°E |

### Ferrovia
| No | Malaysia                       | Malaysia                   | Malaysia          | Thailandia             | Thailandia                  | Thailandia        |
| No | Stazione ferroviaria           | Coordinate geografiche     | Orari di apertura | Stazione ferroviaria   | Coordinate geografiche      | Orari di apertura |
| -- | ------------------------------ | -------------------------- | ----------------- | ---------------------- | --------------------------- | ----------------- |
| 1  | Padang Besar, Perlis, Malaysia | 6°39′47.88″N 100°19′13.8″E | 24 hours          | Padang Besar, Malaysia | 6°39′47.88″N 100°19′13.8″E  | 24 ore            |
| 2  | Rantau Panjang, Kelantan       | 6°01′12″N 101°58′33″E      | Not in operation  | Su-ngai Kolok          | 6°01′32.88″N 101°57′51.84″E | 24 ore            |

### Traghetto
| No | Malaysia                                            | Malaysia               | Malaysia          | Thailandia             | Thailandia              | Thailandia        |
| No | Terminal dei traghetti                              | Coordinata geografica  | Orari di apertura | Terminal dei traghetti | Coordinata geografica   | Orari di apertura |
| -- | --------------------------------------------------- | ---------------------- | ----------------- | ---------------------- | ----------------------- | ----------------- |
| 1  | Pengkalan Kubor, Kelantan                           | 6.23304°N 102.090697°E |                   | Tak Bai                | 6.236291°N 102.090596°E |                   |
| 2  | Molo di Star Cruises, Resort World, Langkawi, Kedah | 6.256797°N 99.734118°E |                   | Ko Lipe                | 6.486916°N 99.303249°E  |                   |
| 3  | Kuah, Kedah                                         | 6.305715°N 99.850693°E |                   | Ko Lipe                | 6.486916°N 99.303249°E  |                   |
| 4  | Kuah, Kedah                                         | 6.305715°N 99.850693°E |                   | Tammalang, Satun       | 6.533151°N 100.069559°E |                   |
| 5  | Porto di Telaga, Langkawi, Kedah                    | 6.366436°N 99.685685°E |                   | Ko Lipe                | 6.486916°N 99.303249°E  |                   |

### Collegamenti aerei
- Kuala Lumpur - Bangkok-Don Mueang[7]
- Kuala Lumpur - Bangkok-Suvarnabhumi
- Kuala Lumpur - Chiang Mai
- Kuala Lumpur - Hat Yai
- Kuala Lumpur - Ko Samui
- Kuala Lumpur - Krabi
- Kuala Lumpur - Phuket
- Kuala Lumpur - Surat Thani
- Penang - Bangkok-Don Mueang
- Penang - Bangkok-Suvarnabhumi
- Penang - Phuket
- Penang - Ko Samui
- Subang - Ko Samui
- Subang - Hua Hin
- Johor Bahru - Bangkok-Don Mueang
- Kota Kinabalu - Bangkok-Don Mueang